# Мальта на летних Олимпийских играх 1928
Мальта принимала участие в Летних Олимпийских играх 1928 года в Амстердаме (Нидерланды), но не завоевала ни одной медали.
9 участников представляли страну в соревнованиях по водному поло, заняли 5 место в турнирной таблице. В 1/16 команда Мальты выиграла сборную Люксембурга со счетом 3—1, в полуфинале проиграла сборной Франции со счетом 0—16.

## Команда
- Франциско Наппа[пол.];
- Виктор Бусьетта[пол.];
- Кармелло Л. "Меме" Бусьетта[пол.];
- Эдвард Магри[пол.];
- Гарри Бонавиа[пол.];
- Роджер Вэлла[пол.];
- Луис Дарманин[пол.];
- Виктор Пейс[пол.];
- Артуро "Туру" Риццо[нем.][1][4].